# La loi
La Loi (Brasil: A Lei dos Crápulas ) é um filme franco/italiano de 1959, em preto e branco, dos gêneros drama e romance, dirigido por Jules Dassin, roteirizado pelo diretor, Françoise Giroud e Diego Fabbri, baseado no livro La Loi de Roger Vailland,  música de Roman Vlad.

## Sinopse
Em uma vila italiana, a beira mar, a chegada de um engenheiro e as atitudes de uma garota, determinam mudanças num bizarro jogo de poder e humilhação local chamado “A Lei”.

## Elenco
- Gina Lollobrigida ....... Marietta
- Pierre Brasseur ....... Don Cesare
- Marcello Mastroianni ....... Enrico Tosso
- Melina Mercouri ....... Dona Lucrezia
- Yves Montand ....... Matteo Brigante
- Raf Mattioli ....... Francesco Brigante
- Vittorio Caprioli ....... Attilio, o inspetor
- Lidia Alfonsi ....... Giuseppina
- Nino Vingelli ....... Pizzaccio
- Bruno Carotenuto ....... Balbo
- Luisa Rivelli ....... Elvira
- Anna Maria Bottini ....... Maria
- Anna Arena ....... Anna, esposa de Attilio
- Edda Soligo ....... Giulia
- Gianrico Tedeschi ....... primeiro preguiçoso
- Franco Pesce
- Joseph Dassin ....... segundo preguiçoso
- Marcello Giorda ....... Padre
- Teddy Bilis ....... Juiz Alessandro
- Paolo Stoppa ....... Tonio